# Анціранана (провінція)
Анціранана (малаг. Antsiranana) — колишня провінція Мадагаскару з територією 43 406 км² і населенням 1 188 425 осіб (липень 2001). Адміністративний центр — місто Анціранана. Відомим є заповідник Анкарана.
Провінція Анціранана межує з такими провінціями:
- Туамасіна — на півдні
- Махадзанга — на південному заході.

## Адміністративний поділ
|  | Провінція Анціранана була розділена на два регіони — Діана і Сава. Ці два регіони стали першим рівнем адміністративного поділу, коли в 2009 році провінції були скасовані. Вони поділяються на дев'ять департаментів: - Діана - 1. Амбанджа - 2. Амбілубе - 5. Анціранана (сільський департамент) - 6. Анціранана (міський департамент) - 7. Нусі-Бе - Сава - 3. Андапа - 4. Анталаха - 8. Самбава - 9. Вумар |